# Кугрисаари
Кугриса́ари (карел. Kugrisaari) — небольшой остров в Ладожском озере, часть островов Хейнясенмаа Западного архипелага. Территориально принадлежит Лахденпохскому району Карелии, Россия.
Длина 1,4 км, ширина 0,7 км. Почти весь покрыт лесами.
На юго-западном берегу над водой возвышается высокая каменная скала. Внутри — тёмная пещера, состоящая из двух отсеков, отделённых друг от друга дверями. На острове есть очаги радиации.